# Gaspar Nessi
Gaspar Nessi – piłkarz paragwajski, obrońca, pomocnik.
Nessi grał w klubie Club Libertad, z którym w 1920 roku zdobył tytuł mistrza Paragwaju.
Jako gracz klubu Libertad wziął udział w wygranym przez Paragwaj turnieju Copa Chevallier Boutell 1923, gdzie zagrał w rewanżowym meczu z Argentyną.
W końcu 1923 roku wziął udział w turnieju Copa América 1923, gdzie Paragwaj zajął trzecie miejsce. Nessi zagrał tylko w meczu z Brazylią.
Dwa lata później wziął udział w turnieju Copa América 1925, gdzie Paragwaj zajął ostatnie, trzecie miejsce. Nessi zagrał w dwóch meczach - w pierwszym meczu z Brazylią i w drugim meczu z Argentyną.
Następnie wziął udział w turnieju Copa América 1926, gdzie Paragwaj zajął czwarte miejsce. Nessi zagrał tylko w meczu z Argentyną.
W reprezentacji Paragwaju występował także jego starszy brat - Lino Nessi.